# مگو هیروسه
مگو هیروسه (انگلیسی: Megu Hirose؛ زادهٔ ۲۳ آوریل ۱۹۸۱) بازیکن سافت‌بال اهل ژاپن است.